# Comté de Crane
Le comté de Crane, en anglais : Crane County, est un comté situé dans l'ouest de l'État du Texas aux États-Unis. Fondé le 26 février 1887, il est nommé en l'honneur de William Carey Crane (en), président de l'université Baylor à Waco (Texas). Le siège de comté est la ville de Crane. Selon le recensement des États-Unis de 2020, sa population est de 4 675 habitants. Le comté a une superficie de 2 050 km2, dont 2 033 km2 de surfaces terrestres.

## Organisation du comté
Le comté est fondé le 26 février 1887, à partir des terres du comté de Bexar. Il est définitivement organisé et autonome le 12 août 1927.
Il est baptisé en l'honneur de William Carey Crane (en), président de l'université Baylor à Waco au Texas.

## Géographie - Climat
Le comté de Crane est situé sur le plateau d'Edwards au Texas, aux États-Unis,.
Il a une superficie totale de 2 050 km2, composée de 2 033 km2 de terres et de 16,9 km2 de zones aquatiques.
Le terrain est composé de prairies, délimitées, au sud et à l'ouest, par la rivière Pecos, qui, avec le lac Juan Cardona, drainent le comté. Les altitudes vont de 731 m à 914 m. Les précipitations annuelles moyennes sont de 304,8 mm.

## Comtés adjacents
|               | Comté d'Ector  |                   |
| Comté de Ward | comté de Crane | Comté d'Upton     |
|               | Comté de Pecos | Comté de Crockett |

## Démographie
Lors du recensement de 2010, le comté comptait une population de 4 375 habitants. Elle est estimée, en 2017, à 4 740 habitants,.

Pyramide des âges du comté de Crane (2000).

| Groupes           | Comté de Crane | Texas | États-Unis |
| ----------------- | -------------- | ----- | ---------- |
| Blancs            | 74,1           | 70,4  | 72,4       |
| Autres            | 19,4           | 10,6  | 6,4        |
| Afro-Américains   | 2,9            | 11,9  | 12,6       |
| Métis             | 2,3            | 2,5   | 2,7        |
| Amérindiens       | 1,0            | 0,7   | 0,9        |
| Asiatiques        | 0,4            | 3,8   | 4,8        |
| Total             | 100            | 100   | 100        |
|                   |                |       |            |
| Latino-Américains | 55,1           | 37,6  | 16,7       |